# تور مينيك
تور مينيك (بالألمانية: Tore Meinecke)‏ مواليد 21 يوليو 1967 في هامبورغ، ألمانيا الغربية، هو لاعب كرة مضرب ألماني سابق بدأ مسيرته كمحترف سنة 1983 وكان يلعب باليد اليمنى، اعتزل اللعب في 1989. أعلى تصنيف له في الفردي كان المركز الـ 46 في سنة 1988. أعلى تصنيف له في الزوجي كان المركز الـ 46 في سنة 1987.

## روابط خارجية
- تور مينيك على موقع رابطة محترفي التنس (الإنجليزية)
- تور مينيك على موقع الاتحاد الدولي لكرة المضرب (الإنجليزية)
- تور مينيك على موقع خلاصة التنس.كوم (الإنجليزية)